# Elecciones estatales de Baja California Sur de 2005
Las elecciones estatales de Baja California Sur de 2005 se realizaron el domingo 6 de febrero de 2005 y en ellas se renovaron los siguientes cargos de elección popular del estado mexicano de Baja California Sur:
- Gobernador de Baja California Sur. Titular del Poder Ejecutivo del estado, electo para un periodo de seis años, sin derecho a reelección. El candidato electo fue Narciso Agúndez Montaño.

- 21 diputados del Congreso del Estado. 16 electos por mayoría relativa y 5 designados mediante representación proporcional para integrar la XI Legislatura
- 5 ayuntamientos. Compuestos por un presidente municipal y sus regidores, electos para un periodo de tres años.

Las coaliciones que participaron en el estado fueron "Coalición Democrática Sudcaliforniana" y "Alianza Ciudadana por Baja California Sur".

## Organización

### Partidos políticos
En las elecciones estatales tienen derecho a participar seis partidos políticos, siendo partidos políticos con registro nacional: Partido Acción Nacional (PAN), Partido Revolucionario Institucional (PRI), Partido de la Revolución Democrática (PRD), Partido del Trabajo (PT), Partido Verde Ecologista de México (PVEM) y Convergencia (CONV).

### Distritos electorales
Para la elección de diputados de mayoría relativa del Congreso del Estado de Baja California Sur el estado se divide en 16 distritos electorales.
| Distrito | Cabecera            | Municipios      | Mapa |
| -------- | ------------------- | --------------- | ---- |
| 1        | La Paz              | La Paz          |      |
| 2        | La Paz              | La Paz          |      |
| 3        | La Paz              | La Paz          |      |
| 4        | La Paz              | La Paz          |      |
| 5        | La Paz              | La Paz          |      |
| 6        | Todos Santos        | La Paz          |      |
| 7        | San José del Cabo   | Los Cabos       |      |
| 8        | Cabo San Lucas      | Los Cabos       |      |
| 9        | Ciudad Constitución | Comondú         |      |
| 10       | Ciudad Constitución | Comondú         |      |
| 11       | Ciudad Insurgentes  | Comondú         |      |
| 12       | Loreto              | Loreto, Comondú |      |
| 13       | Santa Rosalía       | Mulege          |      |
| 14       | Guerrero Negro      | Mulege          |      |
| 15       | Bahía Tortugas      | Mulegé          |      |
| 16       | Cabo San Lucas      | Los Cabos       |      |

## Resultados

### Gobernador
|  | 44.11 % |

|  | 35.09 % |

|  | 9.50 % |

|  | 8.45 % |

|  | 0.11 % |

|  | 97.25 % |

|  | 2.75 % |

|  | 100.00 % |

|  | 54.37 % |

#### Resultados por Distrito Local
|  | 43.03 % |

|  | 36.91 % |

|  | 9.68 % |

|  | 7.44 % |

|  | 42.16 % |

|  | 38.65 % |

|  | 8.91 % |

|  | 7.74 % |

|  | 41.79 % |

|  | 37.66 % |

|  | 9.61 % |

|  | 9.14 % |

|  | 45.14 % |

|  | 35.66 % |

|  | 9.61 % |

|  | 7.78 % |

|  | 43.48 % |

|  | 36.86 % |

|  | 9.02 % |

|  | 8.67 % |

|  | 45.82 % |

|  | 39.44 % |

|  | 7.87 % |

|  | 3.07 % |

|  | 57.33 % |

|  | 24.76 % |

|  | 8.47 % |

|  | 5.24 % |

|  | 43.26 % |

|  | 28.98 % |

|  | 7.45 % |

|  | 16.76 % |

|  | 32.35 % |

|  | 45.69 % |

|  | 15.17 % |

|  | 4.64 % |

|  | 32.68 % |

|  | 38.54 % |

|  | 19.38 % |

|  | 5.43 % |

|  | 40.47 % |

|  | 38.18 % |

|  | 12.72 % |

|  | 5.09 % |

|  | 37.27 % |

|  | 40.65 % |

|  | 4.66 % |

|  | 14.74 % |

|  | 46.58 % |

|  | 35.44 % |

|  | 8.47 % |

|  | 6.58 % |

|  | 45.39 % |

|  | 34.12 % |

|  | 9.96 % |

|  | 6.81 % |

|  | 61.46 % |

|  | 25.67 % |

|  | 5.21 % |

|  | 4.60 % |

|  | 47.96 % |

|  | 25.91 % |

|  | 6.36 % |

|  | 16.69 % |

|  | 44.11 % |

|  | 35.89 % |

|  | 9.50 % |

|  | 8.45 % |

#### Resultados por Municipio
|  | 35.43 % |

|  | 41.37 % |

|  | 15.11 % |

|  | 4.89 % |

|  | 43.47 % |

|  | 37.23 % |

|  | 9.25 % |

|  | 7.71 % |

|  | 36.50 % |

|  | 37.71 % |

|  | 4.17 % |

|  | 18.94 % |

|  | 50.45 % |

|  | 26.30 % |

|  | 7.51 % |

|  | 12.09 % |

|  | 49.42 % |

|  | 32.84 % |

|  | 8.28 % |

|  | 6.23 % |

|  | 44.11 % |

|  | 35.89 % |

|  | 9.50 % |

|  | 8.45 % |

### Ayuntamientos
|  | 45.86 % |

|  | 30.78 % |

|  | 12.85 % |

|  | 6.61 % |

|  | 0.12 % |

|  | 96.22 % |

|  | 3.78 % |

|  | 100.00 % |

|  | 54.20 % |

#### Resultados por Distrito Local
|  | 46.93 % |

|  | 32.86 % |

|  | 9.68 % |

|  | 7.23 % |

|  | 46.78 % |

|  | 33.73 % |

|  | 8.50 % |

|  | 8.00 % |

|  | 46.31 % |

|  | 32.44 % |

|  | 9.17 % |

|  | 9.89 % |

|  | 49.24 % |

|  | 31.23 % |

|  | 8.90 % |

|  | 8.08 % |

|  | 47.68 % |

|  | 32.01 % |

|  | 8.32 % |

|  | 9.44 % |

|  | 46.95 % |

|  | 37.15 % |

|  | 7.74 % |

|  | 3.14 % |

|  | 57.25 % |

|  | 23.41 % |

|  | 13.98 % |

|  | 0.00 % |

|  | 47.28 % |

|  | 30.08 % |

|  | 14.97 % |

|  | 0.00 % |

|  | 36.49 % |

|  | 29.35 % |

|  | 26.93 % |

|  | 4.39 % |

|  | 35.79 % |

|  | 28.48 % |

|  | 25.68 % |

|  | 5.63 % |

|  | 40.94 % |

|  | 31.88 % |

|  | 17.91 % |

|  | 5.27 % |

|  | 31.70 % |

|  | 31.05 % |

|  | 5.93 % |

|  | 27.63 % |

|  | 40.64 % |

|  | 30.12 % |

|  | 19.96 % |

|  | 5.99 % |

|  | 41.22 % |

|  | 36.25 % |

|  | 12.23 % |

|  | 6.08 % |

|  | 52.37 % |

|  | 26.49 % |

|  | 13.03 % |

|  | 4.90 % |

|  | 49.27 % |

|  | 27.22 % |

|  | 16.61 % |

|  | 0.00 % |

|  | 44.11 % |

|  | 30.78 % |

|  | 12.85 % |

|  | 6.61 % |

#### Resultados por Municipio
|  | 37.84 % |

|  | 30.78 % |

|  | 22.51 % |

|  | 5.01 % |

|  | 47.45 % |

|  | 32.76 % |

|  | 8.82 % |

|  | 8.05 % |

|  | 28.78 % |

|  | 27.36 % |

|  | 4.25 % |

|  | 36.34 % |

|  | 51.99 % |

|  | 26.44 % |

|  | 15.08 % |

|  | 0.00 % |

|  | 43.43 % |

|  | 31.45 % |

|  | 15.75 % |

|  | 5.78 % |

|  | 44.11 % |

|  | 30.78 % |

|  | 12.85 % |

|  | 6.61 % |

### Congreso del Estado de Baja California Sur
|  | 41.78 % |

|  | 29.63 % |

|  | 14.07 % |

|  | 11.10 % |

|  | 0.08 % |

|  | 96.66 % |

|  | 3.34 % |

|  | 100.00 % |

|  | 53.86 % |

#### Resultados por Distrito Local
|  | 43.06 % |

|  | 32.55 % |

|  | 12.56 % |

|  | 8.54 % |

|  | 40.76 % |

|  | 36.04 % |

|  | 11.10 % |

|  | 8.92 % |

|  | 42.94 % |

|  | 30.50 % |

|  | 11.52 % |

|  | 12.99 % |

|  | 44.68 % |

|  | 31.17 % |

|  | 13.36 % |

|  | 8.48 % |

|  | 42.29 % |

|  | 34.07 % |

|  | 10.64 % |

|  | 10.40 % |

|  | 45.83 % |

|  | 31.14 % |

|  | 15.26 % |

|  | 3.14 % |

|  | 48.36 % |

|  | 20.49 % |

|  | 19.86 % |

|  | 6.20 % |

|  | 42.23 % |

|  | 23.34 % |

|  | 9.43 % |

|  | 21.39 % |

|  | 33.44 % |

|  | 30.88 % |

|  | 25.20 % |

|  | 7.74 % |

|  | 30.09 % |

|  | 28.94 % |

|  | 28.98 % |

|  | 7.52 % |

|  | 42.99 % |

|  | 33.01 % |

|  | 11.82 % |

|  | 7.66 % |

|  | 35.49 % |

|  | 24.55 % |

|  | 14.42 % |

|  | 22.02 % |

|  | 42.08 % |

|  | 32.82 % |

|  | 14.20 % |

|  | 7.66 % |

|  | 31.94 % |

|  | 29.72 % |

|  | 14.39 % |

|  | 19.50 % |

|  | 54.66 % |

|  | 25.03 % |

|  | 8.16 % |

|  | 8.77 % |

|  | 42.03 % |

|  | 24.74 % |

|  | 9.00 % |

|  | 20.47 % |

|  | 41.78 % |

|  | 29.63 % |

|  | 14.07 % |

|  | 6.61 % |

#### Resultados por Municipio
|  | 35.16 % |

|  | 31.34 % |

|  | 21.30 % |

|  | 8.25 % |

|  | 43.08 % |

|  | 32.69 % |

|  | 12.17 % |

|  | 9.21 % |

|  | 36.18 % |

|  | 20.16 % |

|  | 15.83 % |

|  | 24.49 % |

|  | 44.64 % |

|  | 22.63 % |

|  | 13.51 % |

|  | 14.96 % |

|  | 41.43 % |

|  | 30.01 % |

|  | 12.91 % |

|  | 11.96 % |

|  | 41.78 % |

|  | 29.63 % |

|  | 14.07 % |

|  | 6.61 % |